# ويليام ليندسي (لاعب كرة قدم)
ويليام ليندسي (بالإنجليزية: William Lindsay)‏ هو لاعب كريكت ولاعب كرة قدم بريطاني (وحمل سابقاً جنسية المملكة المتحدة لبريطانيا العظمى وأيرلندا) في مركز الدفاع، ولد في 3 أغسطس 1847 في فاراناسي في الهند، وتوفي في 15 فبراير 1923 في المملكة المتحدة. شارك مع منتخب إنجلترا لكرة القدم. أما مع النوادي، فقد لعب مع Wanderers F.C. ‏.

## وصلات خارجية
- ويليام ليندسي على موقع قاعدة بيانات كرة القدم.إي يو (الإنجليزية)
- ويليام ليندسي على موقع ناشيونال فوتبول تيمز (الإنجليزية)
- ويليام ليندسي على موقع عالم كرة القدم.نت (الإنجليزية)